# Jacopo di Paolo
Jacopo di Paolo est un peintre, fresquiste et enlumineur actif à Bologne entre 1371 et 1426.

## Biographie
Le document le plus ancien le concernant remonte à l'année 1371. Il est mentionné comme témoin dans la maison de du peintre Simone dei Crocifissi et devait être alors âgé de 25 ans environ. Il est ensuite mentionné dans un recensement réalisé entre 1385 et 1395 où il est dit être âgé de 40 ans, puis de nouveau dans un autre recensement en 1410 dans lequel son fils Orazio est âgé d'un an. Il est issu d'une famille d'artistes, son grand-père Jacopo di Nascimbene est peintre et son oncle Niccolò da Bologna est enlumineur. Il a été influencé pendant sa formation, outre par Simone dei Crocifissi, par Jacopo Avanzi auquel il succède dans la réalisation des fresques de l'église Santa Apollonia di Mezzaratta. Il a peut-être aussi séjourné à Padoue d'après une miniature exécutée pour une famille de la ville.
Il doit sans doute obtenir un grand succès et cumule plusieurs fonctions dans la ville. Il est nommé vicaire de Budrio en 1391, préposé au bureau des routes, ponts et eaux de Bologne en 1393, gardien de la forteresse de Bonazzara en 1395 et gonfalonnier en 1397. Il a sans doute aussi acquis une certaine fortune, toujours d'après les documents de l'époque : le 31 décembre 1378, un document indique qu'il fait don de 100 ducats d'or à son neveu Andreuccia. Il est l'exécuteur testamentaire de son oncle Niccolò da Bologna et, en 1404 et en 1406, il accorde un prêt de 100 livres au peintre Bartolomeo degli Erri au moment où celui-ci réside à Bologne. En 1410, il est présent dans le registre des artisans orfèvres de la ville.
Plusieurs commandes lui sont passées à Bologne : en 1393, il dessine les modèles des statues du sculpteur vénitien Paolo di Bonaiuto (it) destinées à la façade de la basilique San Petronio. En 1402, il fournit à la fabrique de cette même église un plan et une maquette pour la reconstruction de l'édifice.
En 1425, il est désigné comme peintre et menuisier de retable. Il est encore mentionné comme vivant en septembre 1429 mais un autre document l'indique décédé en février 1430. Ses fils Orazio (actif de 1410 à 1449), Paolo (actif de 1410 à 1418) et son gendre Michele di Matteo da Bologna (actif de 1410 à 1459) sont tous les trois peintres.

## Œuvres
Environ 25 œuvres lui sont attribuées.

### Panneaux

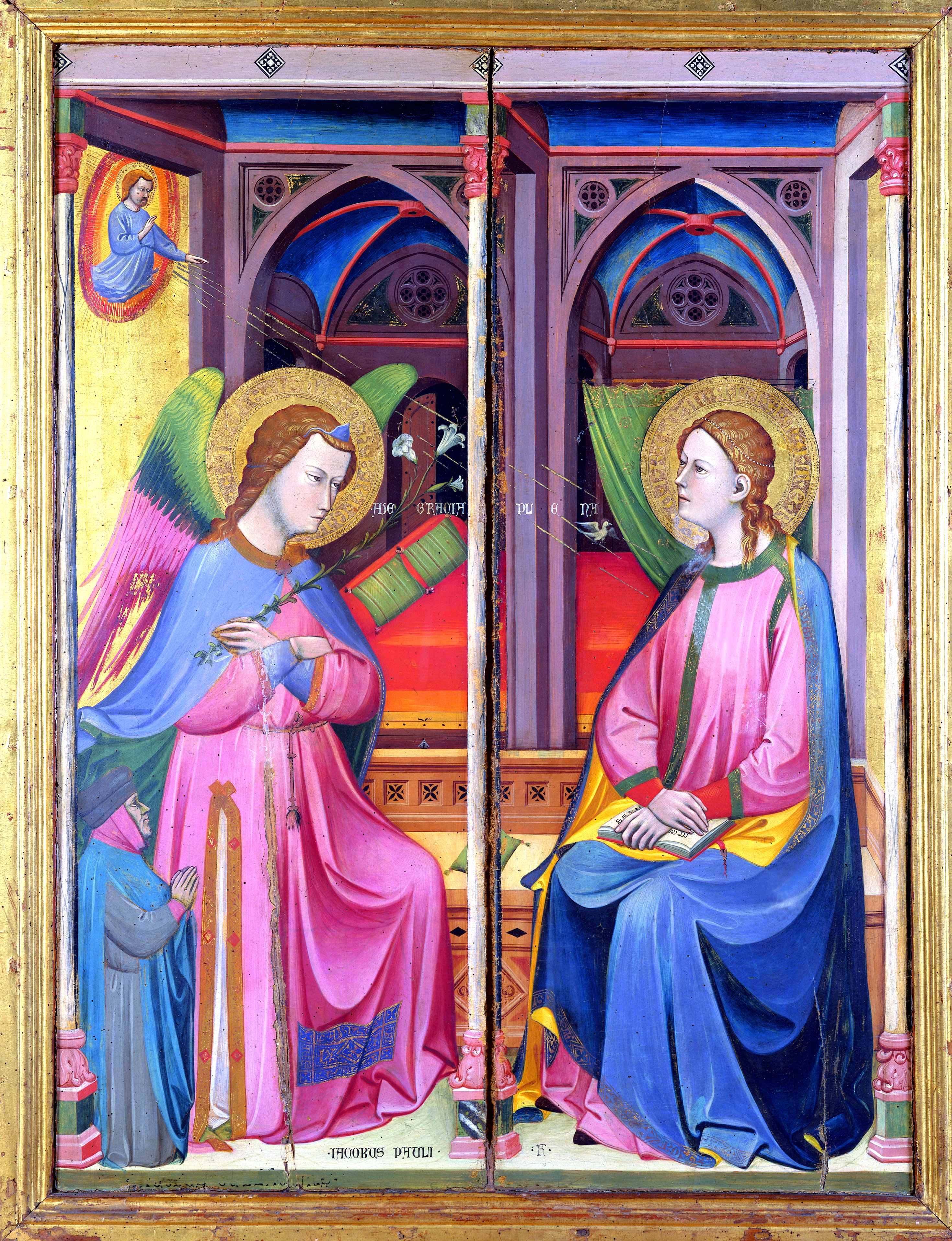
L'Annonciation, Collezioni comunali d'arte, Bologne. Considérée comme l'une de ses œuvres de jeunesse les plus importantes.

- Diptyque de la Vie de sainte Marguerite, vers 1370-1380, Fondazione Roberto Longhi (en), Florence et ancienne collection Stramezzi, Crema
- Le Couronnement de la Vierge et des anges, vers 1380-1390, fragment d'un retable, Pinacothèque nationale de Bologne[3]
- L'Annonciation, 1390-1400, tempera et or sur bois, Bologne, Collezioni Comunali d'Arte, Palazzo d'Accursio
- Retable de la Crucifixion avec saint Jacques, saint Michel, saint Pierre et saint Jean-Baptiste, 1400-1410, provenant de San Michele in Bosco, Pinacothèque nationale de Bologne[4],[5]
- Le Couronnement de la Vierge avec six anges et deux donateurs, vers 1400, Musée du Petit Palais, Avignon (dépôt du musée du Louvre)[6]
- La Crucifixion avec la Vierge, sainte Marie-Madeleine, saint Jean et une sainte, vers 1400, ancienne collection Kress, musée des beaux-arts de l'Université Vanderbilt, Peabody College, Nashville[7]
- Le Voyage des mages, prédelle du retable de la chapelle Bolognini de la basilique San Petronio, Bologne, vers 1415
- Polyptyque de la chapelle Cari, Basilique San Giacomo Maggiore (Bologne), vers 1420
- Grande croix peinte de la chapelle Castagnoli-Zanetti, Basilique San Giacomo Maggiore, vers 1426
- Triptyque de la Vierge à l'Enfant avec sainte Dorothée et sainte Marguerite, musée de la basilique Santo Stefano (Bologne)

### Fresques
- Cycle de fresques consacrées à l'histoire de Moïse auxquelles il collabore avec Jacopo Avanzi, provenant de l'église Santa Apollonia di Mezzaratta, aujourd'hui déposées à la pinacothèque nationale[8].

### Enluminures

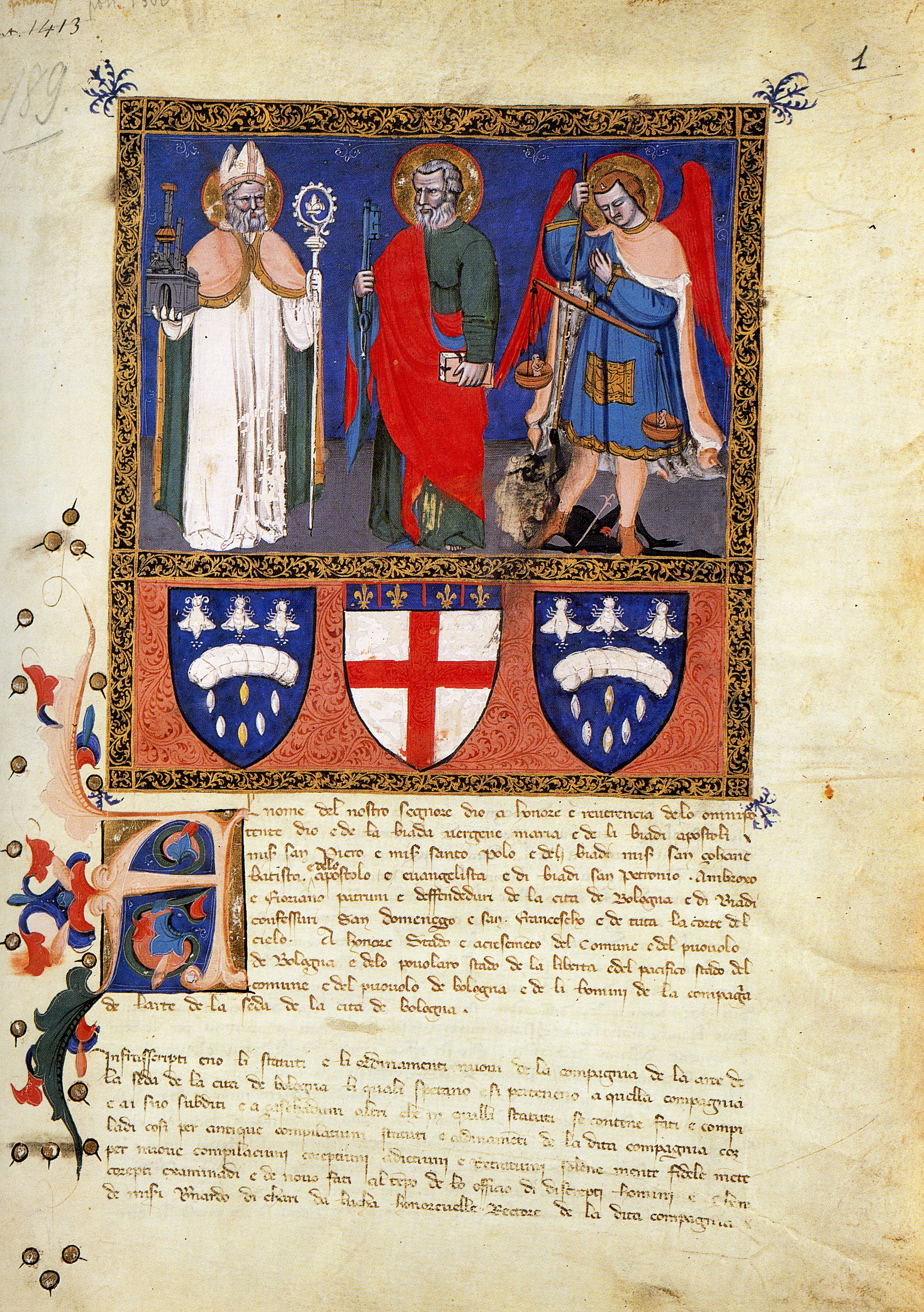
Statuts de la corporation des soyeux de Bologne.

- Statuts de la corporation des soyeux de Bologne, vers 1380, Archivio di Stato, Bologne, Ms.56.
- une miniature du De viris illustribus, pour la famille Papafava de Padoue, vers 1385-1390, Darmstadt, Landesbibliothek (de).